# Граф Пелі
В теорії графів графами Пелі (на честь Раймонда Пелі) називають щільні неорієнтовані графи, побудовані з членів відповідного скінченного поля шляхом з'єднання пар елементів, що відрізняються на квадратичний лишок. Графи Пелі утворюють нескінченне сімейство конференційних графів, оскільки тісно пов'язані з нескінченним сімейством симетричних конференційних матриць. Графи Пелі дають можливість застосувати теоретичні засоби теорії графів у теорії квадратичних лишків і мають цікаві властивості, що робить їх корисними для теорії графів загалом.
Графи Пелі тісно пов'язані з побудовою Пелі для побудови матриць Адамара з квадратичних лишків (Пелі, 1933). Як графи їх незалежно ввели Закс (Sachs, 1962) і Ердеш спільно з Реньї (Erdős, Rényi, 1963). Горст Закс (Horst Sachs) цікавився ними через їхню властивість самодоповнюваності, тоді як Ердеш і Реньї вивчали їхні симетрії.
Орграфи Пелі є прямим аналогом графів Пелі і відповідають антисиметричним конференційним матрицям. Їх увели Грем і Спенсер (і, незалежно, Закс, Ердеш і Реньї) як шлях побудови турніру з властивостями, раніше відомими тільки для випадкових турнірів: в орграфах Пелі підмножина вершин домінується будь-якою вершиною.

## Визначення
Нехай q — степінь простого числа, такий, що q = 1 (mod 4). Зауважимо, що звідси випливає існування квадратного кореня з −1 в єдиному скінченному полі Fq, що має порядок q.
Нехай також V = Fq і
{\displaystyle E=\left\{(a,b)\in \mathbf {F} _{q}\times \mathbf {F} _{q}\ :\ a-b\in (\mathbf {F} _{q}^{\times })^{2}\right\}}.
Ця множина коректно визначена, оскільки a − b = −(b − a), і −1 є квадратом якогось числа, звідки випливає, що a − b є квадратом тоді і лише тоді, коли b − a є квадратом.
За визначенням G = (V, E) — граф Пелі порядку q.

## Приклад
Задля q = 13 поле Fq утворюється числами за модулем 13. Числа, що мають квадратні корені за модулем 13:
- ±1 (квадратні корені ±1 для +1, ±5 для −1)
- ±3 (квадратні корені ±4 для +3, ±6 для −3)
- ±4 (квадратні корені ±2 для +4, ±3 для −4).

Таким чином, граф Пелі утворюють вершини, які відповідають числам з інтервалу [0,12], і кожна вершина x з'єднана з шістьма сусідами: x ± 1 (mod 13), x ± 3 (mod 13), і x ± 4 (mod 13).

## Властивості
- Графи Пелі є самодоповняльним — доповнення будь-якого графа Пелі ізоморфне самому графу[4].
- Ці графи сильно регулярні з параметрами

{\displaystyle srg\left(q,{\tfrac {1}{2}}(q-1),{\tfrac {1}{4}}(q-5),{\tfrac {1}{4}}(q-1)\right).}
До того ж графи Пелі, фактично, утворюють нескінченне сімейство конференційних графів.
- Власні значення графів Пелі — це числа {\displaystyle {\tfrac {1}{2}}(q-1)} (з кратністю 1) і {\displaystyle {\tfrac {1}{2}}(-1\pm {\sqrt {q}})} (обидва з кратністю {\displaystyle {\tfrac {1}{2}}(q-1)}) і можуть бути обчислені за допомогою квадратичних сум Гауса[en].

- Якщо q — просте, межами ізопериметричного числа i(G) будуть:

{\displaystyle {\frac {q-{\sqrt {q}}}{4}}\leq i(G)\leq {\sqrt {\left(q+{\sqrt {q}}\right)\left({\frac {q-{\sqrt {q}}}{2}}\right)}}}
Звідси випливає, що i(G)~O (q), і граф Пелі є експандером.
- Якщо q — просте, його граф Пелі є гамільтоновим циклом циркулянтного графа.

- Графи Пелі квазівипадкові (Чанг та ін., 1989)[5] — число випадків, коли граф сталого порядку виявиться підграфом графа Пелі, дорівнює (в границі для великих q) тим самим, що й для випадкових графів, а за великих множин вершин має приблизно таке саме число ребер, що й у випадкових графів.

## Застосування
- Граф Пелі 17-го порядку є єдиним найбільшим графом G, таким, що ні він сам, ні його доповнення не містять повного підграфа з 4 вершинами (Еванс та ін., 1981).[6] З цього випливає, що число Рамсея R(4, 4) = 18.

- Граф Пелі 101-го порядку поки єдиний відомий максимальний граф G, такий, що ні G, ні його доповнення не містять повного підграфа з 6 вершинами.

- Сасакура[7] використовував графи Пелі для узагальнення побудови пучка Горрокса — Мамфорда[en].

## Орграфи Пелі
Нехай q — степінь простого числа, такий, що q = 3 (mod 4). Тоді скінченне поле Fq порядку q не має квадратного кореня з −1. Отже, для будь-якої пари (a,b) різних елементів Fq або a − b, або b − a, але не обидва, є квадратами. Орграф Пелі — це орієнтований граф зі множиною вершин V = Fq і множиною дуг
{\displaystyle A=\left\{(a,b)\in \mathbf {F} _{q}\times \mathbf {F} _{q}\ :\ b-a\in (\mathbf {F} _{q}^{\times })^{2}\right\}.}
Орграф Пелі є турніром, оскільки кожна пара різних вершин пов'язана дугою в одному і тільки в одному напрямку.
Орграф Пелі веде до побудови деяких антисиметричних конференційних матриць і двоплощинної геометрії.

## Рід графа
Шість сусідів кожної вершини в графі Пелі 13-го порядку з'єднані в цикл, так що граф локально циклічний. Таким чином, цей граф можна вкласти в тріангуляцію Вітні тора, в якій кожна грань є трикутником і кожен трикутник є гранню. У загальнішому випадку, якщо який-небудь граф Пелі порядку q можна вкласти таким чином, що всі його грані є трикутниками, ми можемо обчислити рід отриманої поверхні за допомогою ейлерової характеристики {\displaystyle {\tfrac {1}{24}}(q^{2}-13q+24)}. Могар (Bojan Mohar, 2005) висловив гіпотезу, що мінімальний рід поверхні, в яку можна вкласти граф Пелі, десь біля цього значення в разі, якщо q є квадратом, і поставив питання, чи можна узагальнити такі межі. Зокрема, Могар припустив, що графи Пелі квадратного порядку можна вкласти в поверхні роду
{\displaystyle (q^{2}-13q+24)\left({\tfrac {1}{24}}+o(1)\right),}
де член o(1) може бути будь-якою функцією від q, яка прямує до нуля при прямуванні q до нескінченності.
Вайт (White, 2001) знайшов вкладення графів Пелі порядку q ≡ 1 (mod 8), узагальнюючи природне вкладення графа Пелі 9-го порядку як квадратної ґратки на тор. Однак рід вкладення Вітні вищий приблизно в три рази від межі, яку Могар назвав у своїй гіпотезі.